# Em Três Atos
Em Três Atos é um filme franco-brasileiro de 2015 do gênero drama e documentário. Dirigido por Lúcia Murat, o filme mistura ficção e não-ficção contando a história de duas bailarinas com Nathália Timberg e Andréa Beltrão narrando poemas de Simone de Beauvoir.

## Sinopse
Em uma mescla de ficção, documentário e literatura, o filme traz Nathália Timberg e Andréa Beltrão narrando textos de Simone de Beauvoir, ao passo que Maria Alice Poppe e Angel Vianna dão vida a duas bailarinas, uma está no auge de sua carreira e a outra aos 85 anos, elas ensaiam passos de dança contemporânea em uma atmosfera que narra os processos de vida e morte e o encarar o ato de envelhecer. 

## Elenco
Narradoras
- Andréa Beltrão
- Nathália Timberg

Bailarinas
- Angel Vianna
- Maria Alice Poppe

## Recepção
O filme recebeu críticas postivas dos O trabalho de direção de Lúcia Murat e o desempenho do elenco foram bastante elogiados. Leonardo Ribeiro do site Papo de Cinema deu ao filme 4.5/5 estrelas ao filme: "Com o auxílio de um ótimo trabalho de edição e fotografia, o jogo experimental da cineasta ganha em naturalidade e encantamento, eclipsando a leve estranheza causada inicialmente."
Em sua crítica ao jornal O Globo, Daniel Schenker avaliou o filme com 4 estrelas de 5, destacando a atuação de Andréa Beltrão e Nathália Timberg: "As atrizes falam textos de Beauvoir, mas o tom de depoimento pode dar a impressão de que estão discorrendo sobre suas vidas. Essa sensação aproxima o filme do registro documental." 
Eleonora de Lucena da Folha de S.Paulo deu ao filme 3/5 estrelas: "Murat encara agora, quando já passou dos 60 anos, o debate do significado de ficar velho na sociedade que reverencia a juventude. O tema, muito pasteurizado e glamorizado no cotidiano, encontra um enfoque original."